# ハラタケ属
ハラタケ属（学名: Agaricus）はハラタケ科の菌類の属の一つ。

## 形態
子実体はハラタケ型（agaricoid）、成熟した胞子および胞子紋は有色で多くが黒褐色や紫褐色、ヒダは柄に対し離生もしくは隔生、柄には膜質のツバを持つもしくは欠くなどの特徴を集めたグループである。
その他の特徴として傘は鱗片が集まったことが肉眼的にも分かりやすい種が多いこと、傘が肉質で分離しやすいこと、肉を傷つけたときに変色性を持つものがあることなどがある。

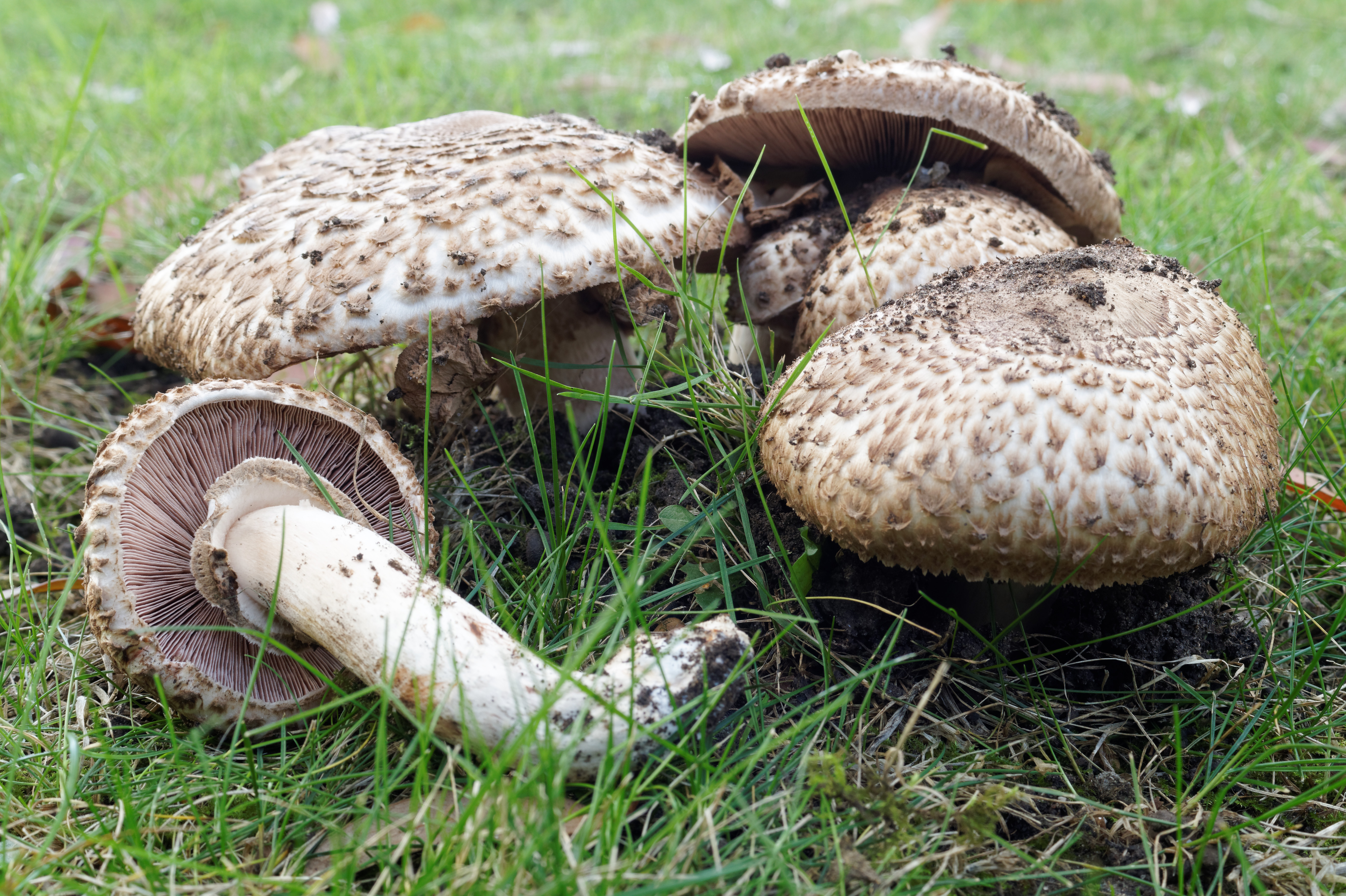
傘に褐色の鱗片が集まったAgaricus bohusii
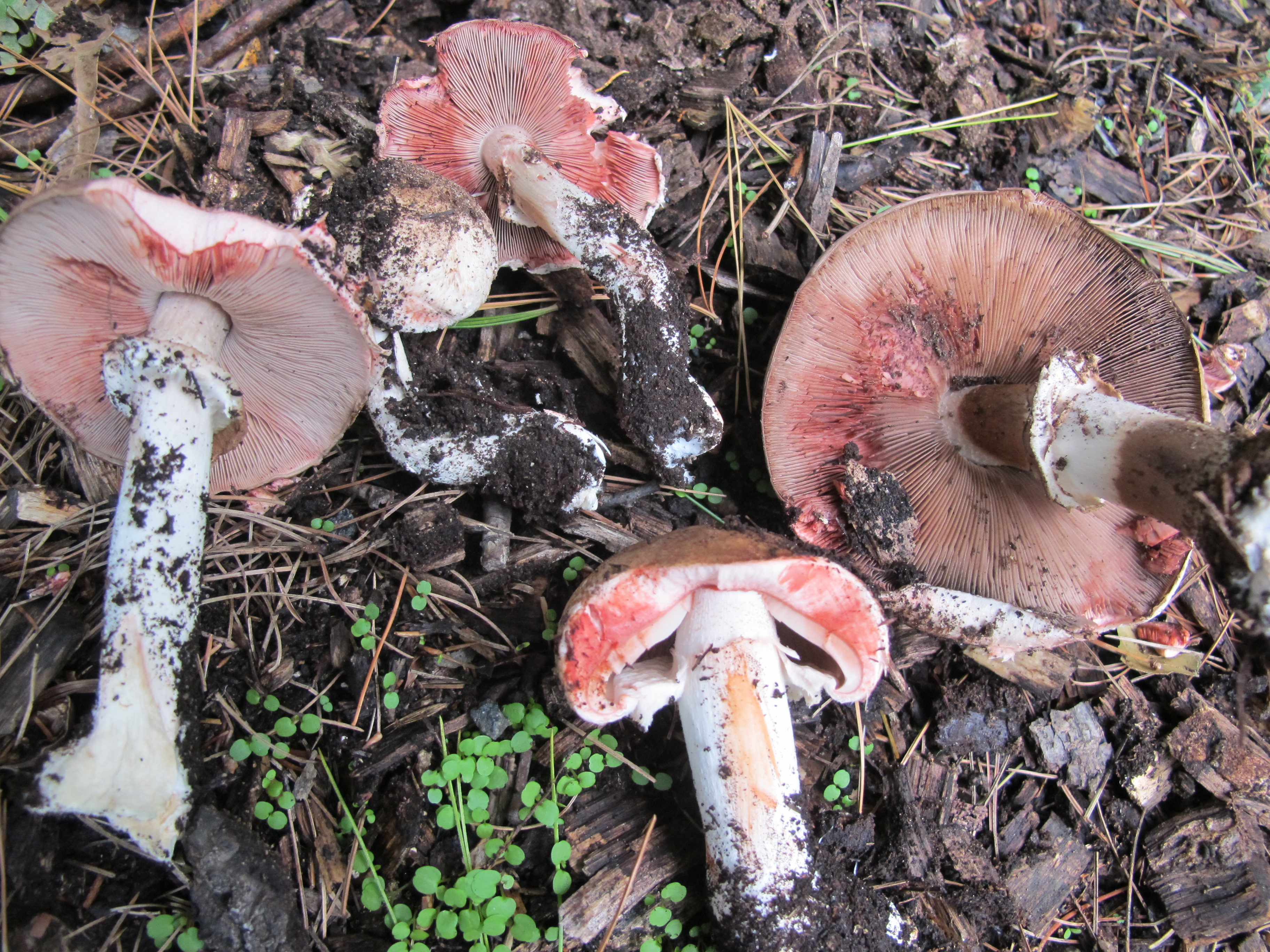
強く赤変するAgaricus pattersonae

## 生態
腐生菌で草原や河川敷に生える種も多い。森林内を好む種も多数知られているが、樹木の根と外生菌根を形成してはいないと見られている。
A. deserticola と  A. inapertus は傘が完全にひだを覆ったセコティオイド菌類であり、腹菌類との関連から注目される。

## 人間との関係

### 食毒性
幾つかの食用種が知られている。腐生菌であるため栽培も比較的簡単であり、ヨーロッパでは昔から栽培されてきたことからツクリタケ（作り茸）の和名を持つ Agaricus bisporusもこの仲間である。日本では最近はツクリタケという標準和名よりも「マッシュルーム」という商品名で呼ばれることが多く、小売店でも一年中入手可能である。ただし全ての種が食用というわけではなく、有毒種も知られている。経験的には肉を傷つけたときに黄色く変色するハラタケ類には要注意と言われることがしばしばあるが、これはAgaricus xanthodermus（和名未定）という有毒種が柄の基部に強い黄変性を持つことに因む。有毒種でも嘔吐や下痢程度のものが多く、致命的な毒性のものは知られていなかったが、アフリカから報告されたAgaricus aurantioviolaceus（和名未定）は致命的と言われる。このほかにも食毒不明種は多く、またいくつかの種ではカドミウム等の重金属を子実体に集積させる性質があるといい、特に野生種を食用の際は留意すること。
ハラタケ属菌の中にはハラタケ科の他の属や他の科の有毒種と誤食されやすいものがある。ハラタケ科ではキツネノカラカサ属菌、カラカサタケ属菌、他科ではウラベニガサ科のフクロタケ属菌、オオフクロタケ属菌、テングタケ科のテングタケ属菌などが代表的である。色が白いハラタケ類はドクツルタケ類（Amanita spp.、テングタケ科）、タマゴテングタケ（Amanita phalloides、テングタケ科）の幼菌などと、傘に鱗片を付着させるハラタケ類はキツネノカラカサ類（Lepiota spp.）、フクロツルタケ類（Amanita spp. テングタケ科）は猛毒なものが多く特に注意しなければならない。

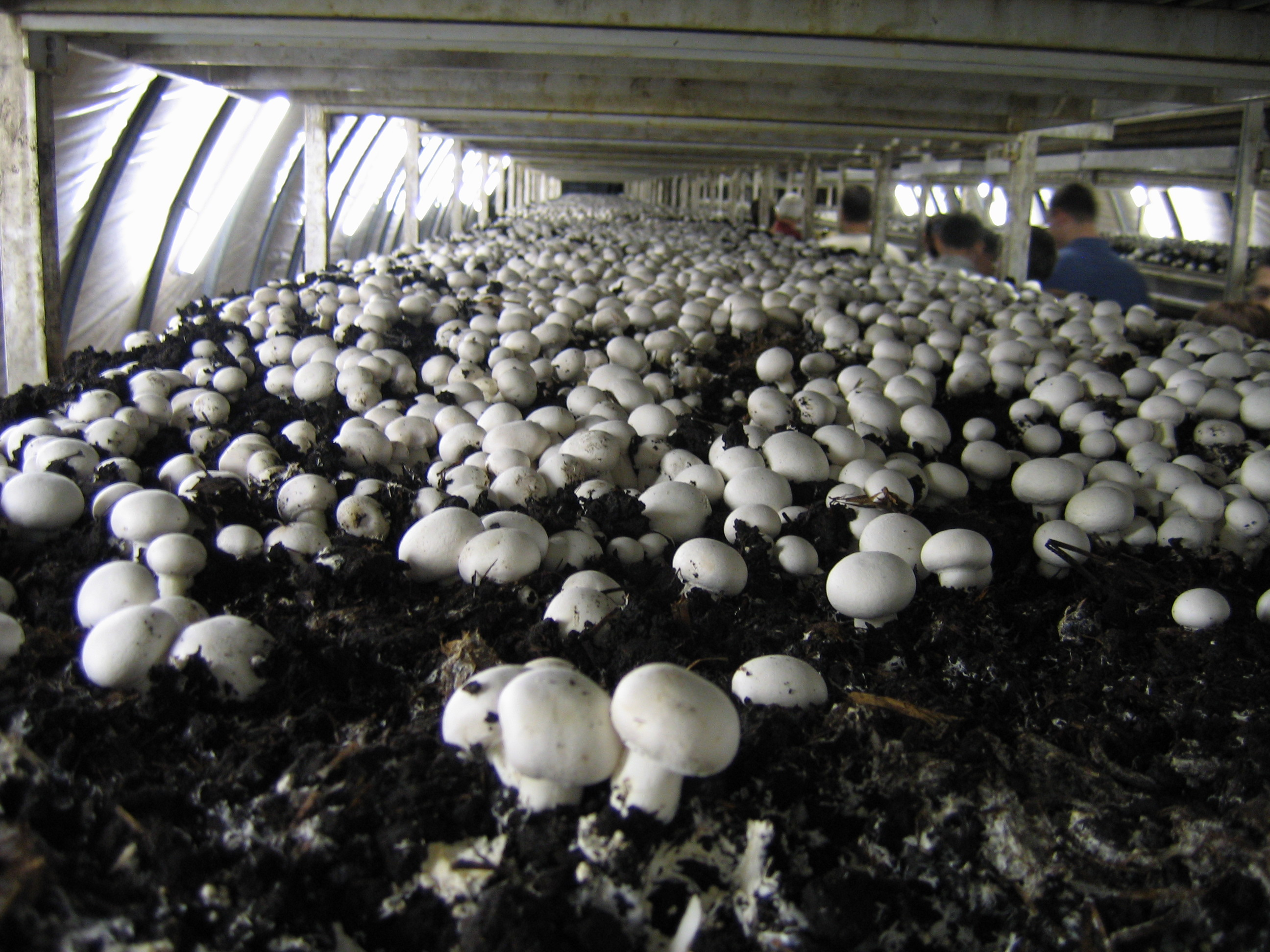
栽培されるマッシュルーム（ツクリタケ）
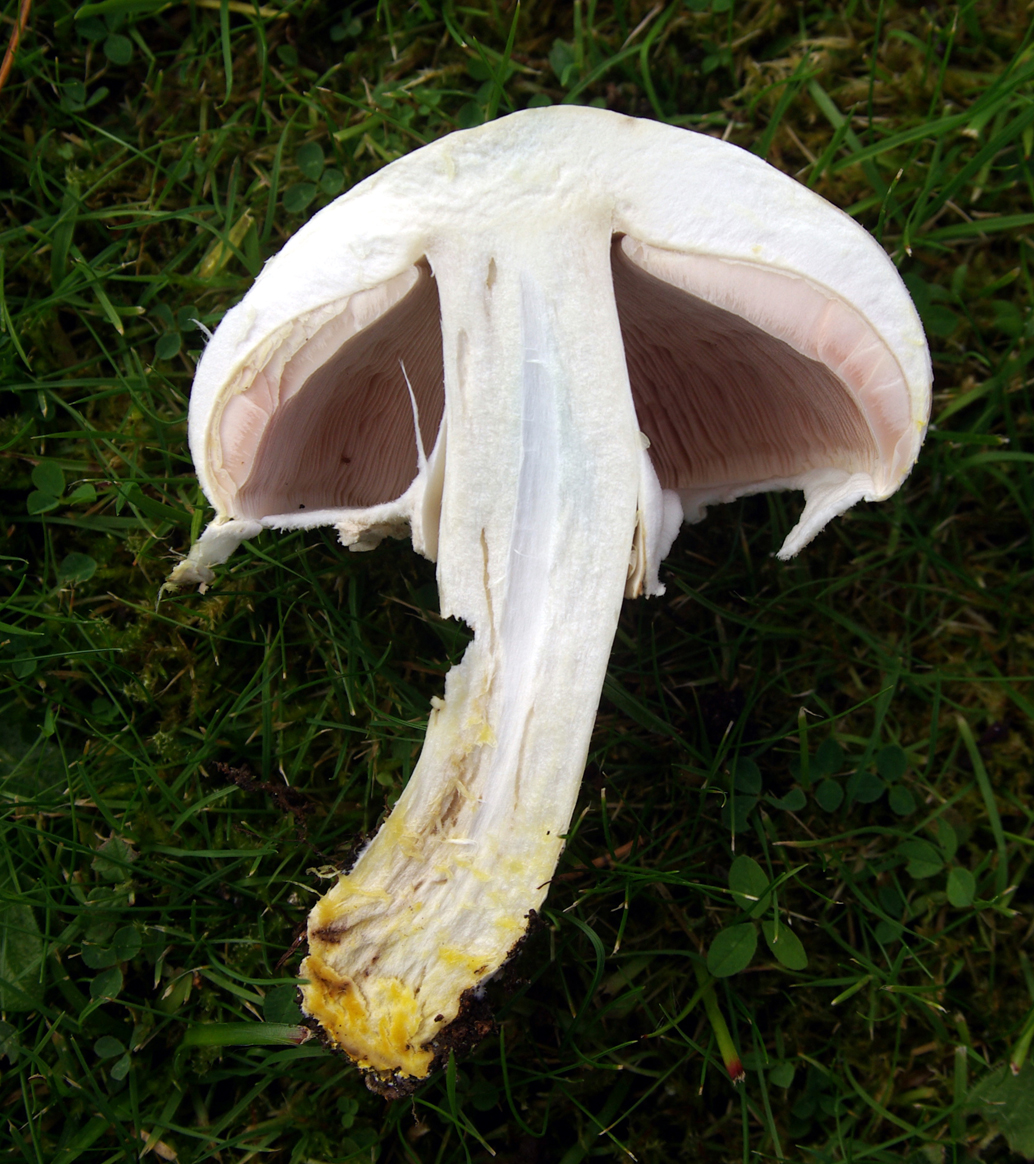
柄の基部が黄変している Agaricus xanthodermusの切断面
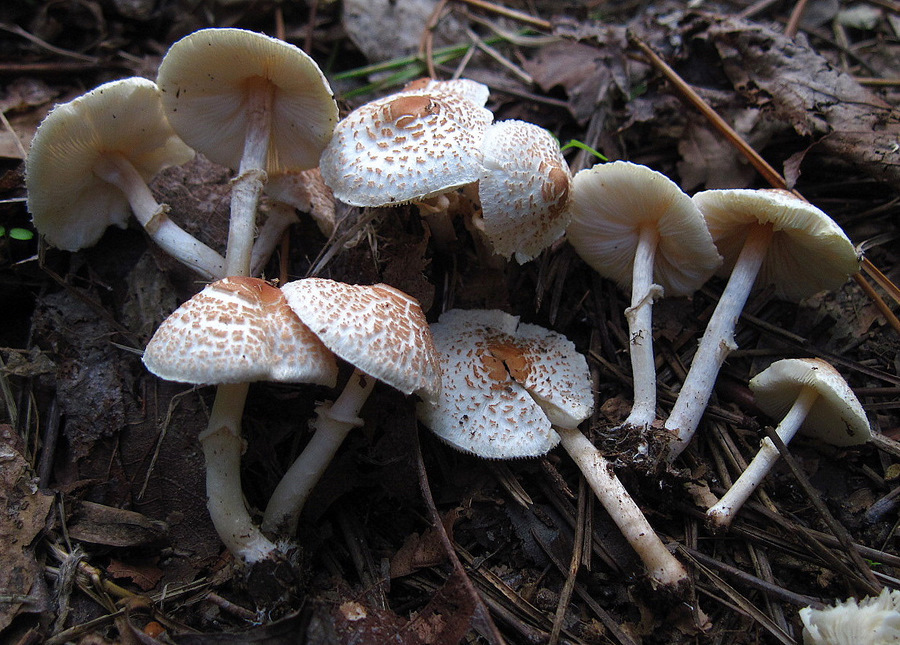
参考：キツネノカラカサ。傘に褐色鱗片。ひだは白。
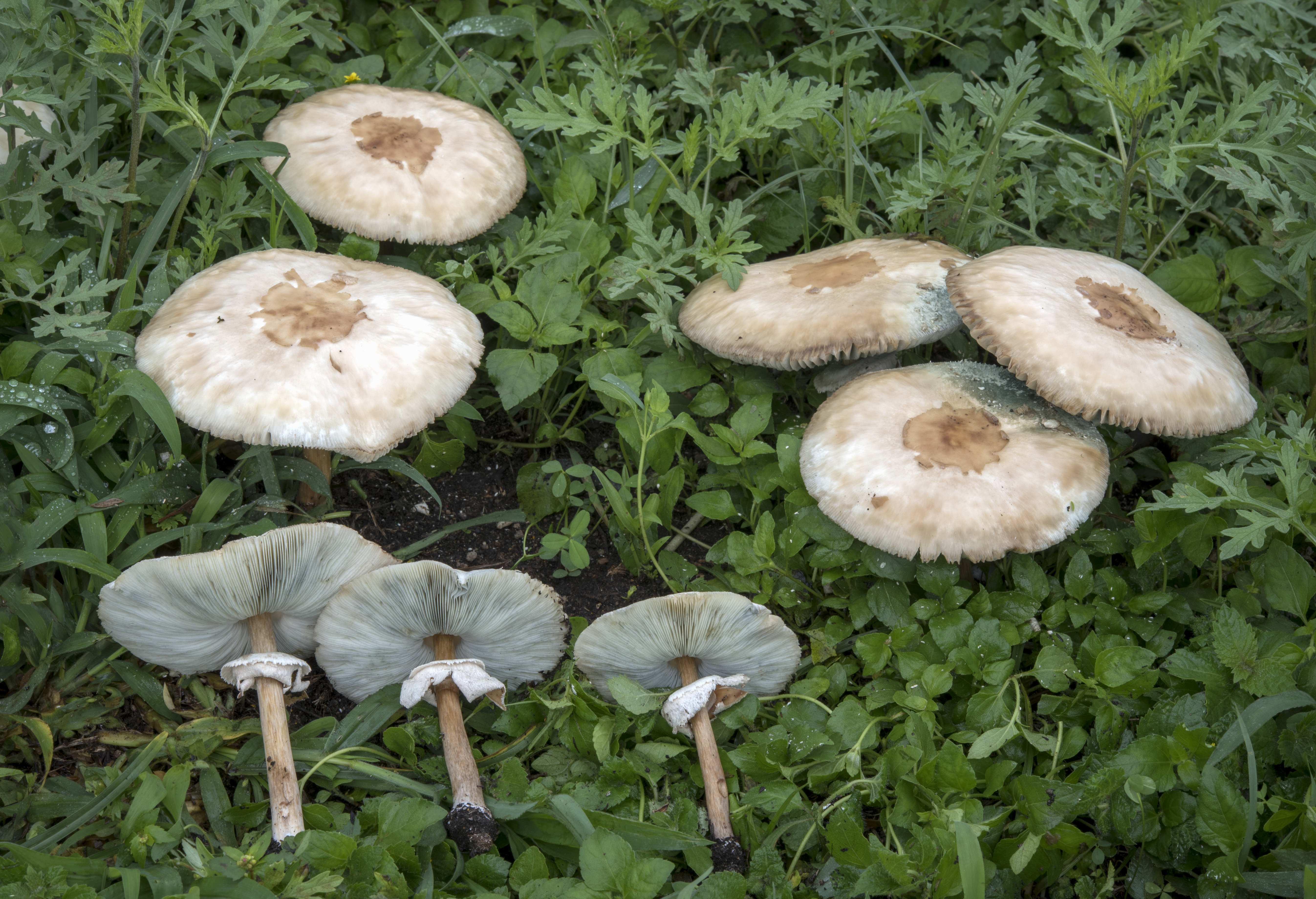
参考：オオシロカラカサタケ。柄は褐色。ツバはリング状。ひだは白。
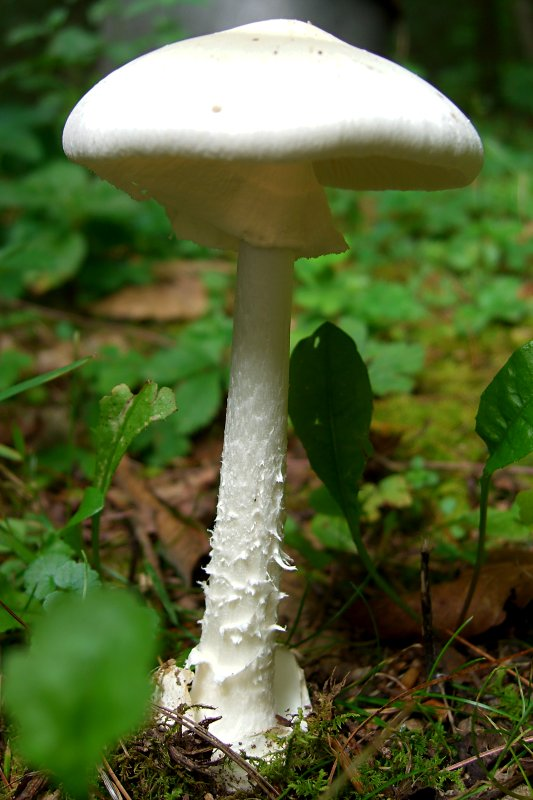
参考：ドクツルタケ。成長すると柄が伸びる。ひだは白。ツボあり。
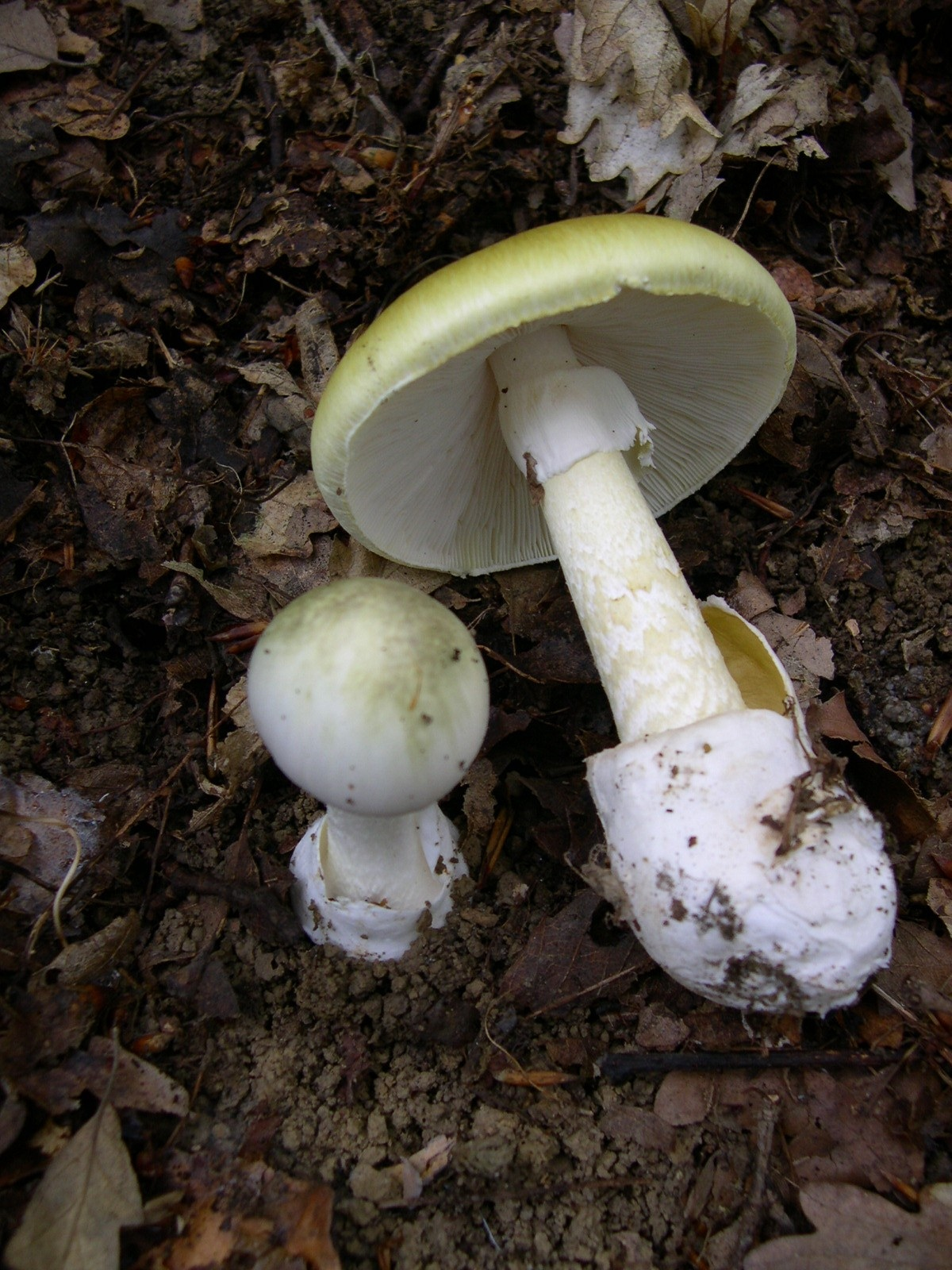
参考：タマゴテングタケ。柄の基部に白色のツボ、ひだは白。左が幼菌

### 薬用
属名はAgaricusであり、ハラタケ属内の全てが「アガリクス・○○」であるが、日本で特に「アガリクス」といった場合はAgaricus subrufescens（和名カワリハラタケ）を意味することがある。抗腫瘍効果があるとされている。

## 下位分類
400種以上の種が知られ亜属の単位を認めたいくつかのグループに分けることが多い。以下では6の亜属とその下に20の節を置く分類法で記述するが、研究者により多少の相違がある。

### SubgenusAgaricusハラタケ亜属
模式亜属であり、以下の1節から成る単型である。

### SubgenusFlavoagaricus
以下の1節からなる単型である。

### SubgenusMinores
以下の2節を含む

### SubgenusPseudochitonia
以下の13節を含む

### SubgenusSpissicaules
以下の4節を含む。

## 名前
昔はこれらの属にはPsalliotaという名前が与えられており、これは現在でも古いキノコの本に見ることができる。属の旧名であったPsalliotaはギリシャ語で輪を意味するpsalion/ψάλιονに由来しており、エリーアス・フリースの1821年の著書に初見される。
"Agaricus"の名称の由来はいくつか提案されており、"ロシアの地区であるSarmaticaのAgarica"からという説、ギリシャ語の「木のきのこの一種」という意味を持つἀγαρικόνからという説などがある。初期の扱いとしてはマリヌス・アントン・ドンクのPersooniaでAgaricon Adans. genusとして扱われている。

## 主な種
- Agaricus pergamenus
- Agaricus filamentosus
- Agaricus laevigatus
- Agaricus tomentosus
- Agaricus umbrinus
- Agaricus aurora
- Agaricus platypus
- Agaricus tabularis
- Agaricus albus
- Agaricus amarus

### 日本にも見られる主な種
- ザラエノハラタケ (Agaricus subrutilescens） - 毒。体質によって嘔吐や下痢を引き起こす。
- ナカグロモリノカサ (Agaricus praeclaresquamosus) - 毒。消化器系の中毒を引き起こす。
- ウスキモリノカサ (Agaricus abruptibulbus) - 食。テングタケ属のキノコとの混同注意。
- ハラタケモドキ（Agaricus placomyces）
- ハラタケ (Agaricus campestris) - 食用。マッシュルームに近縁な種類であり、特徴も味もあまり変わらない。
- シロモリノカサ（Agaricus sylvicola）
- ツクリタケ (Agaricus bisporus) - 食用。いわゆるマッシュルーム。欧米では最も一般に耕作される。
- コムラサキモリノカサ（Agaricus dulcidulus）
- ニセモリノカサ（Agaricus subrufescens）
- キイロモリノカサ（Agaricus depauperatus）
- ダイダイトゲカラカサタケ（Agaricus trisulphuratus）